# Karl Ferdinand von Königsegg-Rothenfels
Karl Ferdinand von Königsegg-Rothenfels, noto anche come Königsegg-Erps dopo il matrimonio (Immenstadt, 1º novembre 1696 – Vienna, 20 dicembre 1759), è stato un nobile, politico e diplomatico tedesco.

## Biografia
Primogenito del ciambellano imperiale conte Albert von Königsegg-Rothenfels e di sua moglie, la contessa Carla Philippina Felicitas von Manderscheid-Blankenheim, nacque a Immenstadt nel 1696. Destinato alla carriera ecclesiastica, divenne canonico della cattedrale di Strasburgo, ma rinunciò nel 1718 per divenire ciambellano imperiale. Nel 1720 sposò la contessa Hélène von Erps-Boisschot, nipote ed unica erede di Ferdinand de Boisschot, e da quella data  prese alternativamente il cognome di Königsegg-Erps. Dal  matrimonio nacquero due figlie e un figlio, ma solo la primogenita sopravvisse al padre.
Il conte Karl Ferdinand era fratello maggiore di Maximilian Friedrich von Königsegg-Rothenfels, elettore ed arcivescovo di Colonia e del feldmaresciallo imperiale Christian Moritz von Königsegg-Rothenfels. Suo nonno fu il vicecancelliere imperiale Leopold Wilhelm von Königsegg-Rothenfels. Suo zio era il conte Dominik von Königsegg-Rothenfels, ambasciatore imperiale a Parigi, che lo portò con sé come suo segretario. Dal 1725 al 1728 fu inviato straordinario a Le Hague, dopodiché venne nominato ambasciatore a Parigi, poi a Madrid ed infine a Bruxelles.
Dal 1740 divenne consigliere imperiale e viceconsigliere della suprema corte dei Paesi Bassi austriaci. Nel 1742 divenne Obersthofmeister della governatrice Maria Anna d'Austria ed infine ministro plenipotenziario, la carica più alta nell'amministrazione dei Paesi Bassi austriaci, mantenendola dal 1743 al 1744.
Dopo la morte dell'arciduchessa Maria Anna, tornò a Vienna e divenne Obersthofmeister dell'imperatrice vedova Elisabetta Cristina. Nel 1748 divenne responsabile dell'amministrazione del Banato e dell'Illiria. Nel 1744 fu ammesso come cavaliere dell'Ordine del Toson d'oro.
Morì a Vienna il 20 dicembre 1759 e gli successe suo fratello minore Franz Hugo.

## Ascendenza
|                                               |                                            |                                                  | Genitori                                    |  |  | Nonni |  |  | Bisnonni                      |  |  | Trisnonni                                 |  |
|                                               |                                            |                                                  |                                             |  |  |       |  |  | Hugo von Königsegg-Rothenfels |  |  | Johann Georg von Königsegg und Rothenfels |  |
|                                               |                                            |                                                  |                                             |  |  |       |  |  | Hugo von Königsegg-Rothenfels |  |  | Johann Georg von Königsegg und Rothenfels |  |
|                                               |                                            | Kunigunde von Waldburg                           |                                             |  |  |       |  |  | Hugo von Königsegg-Rothenfels |  |  |                                           |  |
| Leopold Wilhelm von Königsegg-Rothenfels      |                                            |                                                  |                                             |  |  |       |  |  | Hugo von Königsegg-Rothenfels |  |  |                                           |  |
|                                               |                                            | Maria Renata di Hohenzollern-Hechingen           | Giovanni Giorgio di Hohenzollern-Hechingen  |  |  |       |  |  |                               |  |  |                                           |  |
|                                               |                                            | Maria Renata di Hohenzollern-Hechingen           | Giovanni Giorgio di Hohenzollern-Hechingen  |  |  |       |  |  |                               |  |  |                                           |  |
|                                               |                                            | Maria Renata di Hohenzollern-Hechingen           | Francesca di Salm-Neufville                 |  |  |       |  |  |                               |  |  |                                           |  |
| Albrecht Eusebius von Königsegg-Rothenfels    |                                            | Maria Renata di Hohenzollern-Hechingen           |                                             |  |  |       |  |  |                               |  |  |                                           |  |
|                                               |                                            | Johann Wilhelm von Scharffenberg                 | Karl von Schärffenberg                      |  |  |       |  |  |                               |  |  |                                           |  |
|                                               |                                            | Johann Wilhelm von Scharffenberg                 | Karl von Schärffenberg                      |  |  |       |  |  |                               |  |  |                                           |  |
|                                               |                                            | Johann Wilhelm von Scharffenberg                 | Polyxena von Rogendorf                      |  |  |       |  |  |                               |  |  |                                           |  |
| Maria Polyxena von Schärffenberg              |                                            | Johann Wilhelm von Scharffenberg                 |                                             |  |  |       |  |  |                               |  |  |                                           |  |
|                                               |                                            | Maria Maximiliana von Harrach-Rohrau             | Karl von Harrach-Rohrau                     |  |  |       |  |  |                               |  |  |                                           |  |
|                                               |                                            | Maria Maximiliana von Harrach-Rohrau             | Karl von Harrach-Rohrau                     |  |  |       |  |  |                               |  |  |                                           |  |
|                                               |                                            | Maria Maximiliana von Harrach-Rohrau             | Maria Elisabeth von Schrattenbach           |  |  |       |  |  |                               |  |  |                                           |  |
| Karl Ferdinand von Königsegg-Rothenfels       |                                            | Maria Maximiliana von Harrach-Rohrau             |                                             |  |  |       |  |  |                               |  |  |                                           |  |
|                                               | Johann Arnold von Manderscheid Blankenheim | Arnold von Manderscheid-Blankenheim              |                                             |  |  |       |  |  |                               |  |  |                                           |  |
|                                               | Johann Arnold von Manderscheid Blankenheim | Arnold von Manderscheid-Blankenheim              |                                             |  |  |       |  |  |                               |  |  |                                           |  |
|                                               | Johann Arnold von Manderscheid Blankenheim | Maria Ursula von Leiningen-Dagsburg-Falkenburg   |                                             |  |  |       |  |  |                               |  |  |                                           |  |
| Salentin Ernst von Manderscheid-Blankenheim   | Johann Arnold von Manderscheid Blankenheim |                                                  |                                             |  |  |       |  |  |                               |  |  |                                           |  |
|                                               |                                            | Antonia Elisabeth von Manderscheid-Blankenheim   | Karl von Manderscheid-Gerolstein            |  |  |       |  |  |                               |  |  |                                           |  |
|                                               |                                            | Antonia Elisabeth von Manderscheid-Blankenheim   | Karl von Manderscheid-Gerolstein            |  |  |       |  |  |                               |  |  |                                           |  |
|                                               |                                            | Antonia Elisabeth von Manderscheid-Blankenheim   | Anna Salome von Manderscheid-Virneburg      |  |  |       |  |  |                               |  |  |                                           |  |
| Klara Philippina von Manderscheid-Blankenheim |                                            | Antonia Elisabeth von Manderscheid-Blankenheim   |                                             |  |  |       |  |  |                               |  |  |                                           |  |
|                                               |                                            | Georg Albrecht von Erbach-Schönburg              | Georg III von Erbach-Breuberg               |  |  |       |  |  |                               |  |  |                                           |  |
|                                               |                                            | Georg Albrecht von Erbach-Schönburg              | Georg III von Erbach-Breuberg               |  |  |       |  |  |                               |  |  |                                           |  |
|                                               |                                            | Georg Albrecht von Erbach-Schönburg              | Maria von Erbach-Waldeck-Eisenberg          |  |  |       |  |  |                               |  |  |                                           |  |
| Juliane Christina von Erbach-Schönburg        |                                            | Georg Albrecht von Erbach-Schönburg              |                                             |  |  |       |  |  |                               |  |  |                                           |  |
|                                               |                                            | Elisabeth Dorothea von Höhenlohe-Schillingsfürst | Georg Friedrich II von Hohenlohe-Waldenburg |  |  |       |  |  |                               |  |  |                                           |  |
|                                               |                                            | Elisabeth Dorothea von Höhenlohe-Schillingsfürst | Georg Friedrich II von Hohenlohe-Waldenburg |  |  |       |  |  |                               |  |  |                                           |  |
|                                               |                                            | Elisabeth Dorothea von Höhenlohe-Schillingsfürst | Dorothea Sophie von Solms-Hohensolms        |  |  |       |  |  |                               |  |  |                                           |  |
|                                               |                                            | Elisabeth Dorothea von Höhenlohe-Schillingsfürst |                                             |  |  |       |  |  |                               |  |  |                                           |  |

| Controllo di autorità | VIAF (EN) 72141552 · ISNI (EN) 0000 0000 1057 3428 · CERL cnp01150882 · LCCN (EN) n2021060578 · GND (DE) 116293918 |